# Morti nel 1827
| Questa pagina contiene informazioni ricavate automaticamente dalle voci biografiche con l'ausilio del template Bio e di un bot. L'aggiornamento è periodico e automatico e ricostruisce completamente la pagina. Se manca una persona in questa lista, sei pregato di non aggiungerla, ma accertati piuttosto che la sua voce biografica contenga il template Bio e che i dati anagrafici siano correttamente compilati. Se il template Bio manca, inseriscilo tu stesso o, in alternativa, metti l'avviso {{tmp\|Bio}} che ne segnala la mancanza. Se i dati riportati sono sbagliati, correggi direttamente la voce biografica; le modifiche saranno visibili in questa lista entro pochi giorni. Per chiarimenti vedi il progetto biografie. La lista contiene solo le 167 persone che sono citate nell'enciclopedia e per le quali è stato implementato correttamente il template Bio. Pagina aggiornata al 18 ago 2025. |

## Gennaio(14)
- 3 gennaio - Giuseppe Elia, compositore e clavicembalista italiano
- 5 gennaio - Federico Augusto di Hannover, nobile inglese (n. 1763)
- 6 gennaio - Luisa Isabella di Kirchberg, nobile (n. 1772)
- 6 gennaio - Charlotte von Stein, scrittrice tedesca (n. 1742)
- 7 gennaio - Louis Lepic, generale francese (n. 1765)
- 7 gennaio - Vasilij Nikolaevič Zinov'ev, scrittore e nobile russo (n. 1755)
- 8 gennaio - Pomare III, re (n. 1820)
- 11 gennaio - Anna Vittoria Dolara, monaca cristiana, pittrice e poetessa italiana (n. 1764)
- 12 gennaio - Henri van der Noot, politico belga (n. 1731)
- 13 gennaio - Jean-Denis Lanjuinais, politico, rivoluzionario e scrittore francese (n. 1753)
- 15 gennaio - Policarpo di Gerusalemme, arcivescovo ortodosso greco
- 23 gennaio - Domenico Alberto Azuni, giurista e magistrato italiano (n. 1749)
- 25 gennaio - Giovanni Masi, pittore e incisore italiano (n. 1771)
- 31 gennaio - Grigorij Aleksandrovič Demidov, nobile russo (n. 1765)

## Febbraio(17)
- 1º febbraio - Louis Léonce Trullet, militare francese (n. 1756)
- 7 febbraio - George Beaumont, nobile, mecenate e collezionista d'arte britannico (n. 1753)
- 7 febbraio - Giuseppe Velasco, pittore italiano (n. 1750)
- 8 febbraio - Stepan Stepanovič Apraksin, nobile e generale russo (n. 1757)
- 8 febbraio - Constantin Denis Bourbaki, generale greco (n. 1787)
- 10 febbraio - Jean Claude Hippolyte Méhée de La Touche, diplomatico, scrittore e agente segreto francese (n. 1762)
- 11 febbraio - Giacomo Minutoli, architetto e abate italiano (n. 1765)
- 11 febbraio - José Maria de Almeida Sá e Meneses, nobile portoghese (n. 1784)
- 14 febbraio - Franz Seraph von Porcia, nobile e politico austriaco (n. 1755)
- 17 febbraio - Johann Heinrich Pestalozzi, pedagogista e filosofo svizzero (n. 1746)
- 19 febbraio - François-Marie Bigex, arcivescovo cattolico italiano (n. 1751)
- 19 febbraio - Armand Augustin Louis de Caulaincourt, nobile, generale e diplomatico francese (n. 1773)
- 20 febbraio - José de Abreu, militare brasiliano (n. 1770)
- 20 febbraio - Federico de Brandsen, militare francese (n. 1785)
- 22 febbraio - Charles Willson Peale, pittore e orologiaio statunitense (n. 1741)
- 22 febbraio - Thomas Onslow, II conte di Onslow, nobile inglese (n. 1754)
- 27 febbraio - Giovanni Sergio, vescovo cattolico italiano (n. 1766)

## Marzo(14)
- 5 marzo - Pierre Simon Laplace, matematico, fisico e astronomo francese (n. 1749)
- 5 marzo - Charles du Houx de Vioménil, generale francese (n. 1734)
- 5 marzo - Alessandro Volta, chimico e fisico italiano (n. 1745)
- 8 marzo - Cesare Brivio Sforza, VIII marchese di Santa Maria in Prato, nobile e politico italiano (n. 1750)
- 9 marzo - Franz Xaver Gerl, compositore e basso austriaco (n. 1764)
- 11 marzo - Gioacchino Cordero di Roburent, generale italiano (n. 1756)
- 11 marzo - Carlo Lodi di Capriglio, militare e politico italiano (n. 1755)
- 14 marzo - Pietro Tamburini, presbitero, teologo e giurista italiano (n. 1737)
- 21 marzo - Michel Gabriel Paccard, alpinista francese (n. 1757)
- 21 marzo - George Villiers, politico inglese (n. 1759)
- 26 marzo - Ludwig van Beethoven, compositore, pianista e direttore d'orchestra tedesco (n. 1770)
- 27 marzo - Dmitrij Vladimirovič Venevitinov, poeta e scrittore russo (n. 1805)
- 27 marzo - François Alexandre Frédéric de La Rochefoucauld-Liancourt, politico, imprenditore e nobile francese (n. 1747)
- 30 marzo - Francesco Gallarati Scotti, giurista, giudice e nobile italiano (n. 1751)

## Aprile(26)
- 2 aprile - Ludwig Heinrich Bojanus, medico e naturalista tedesco (n. 1776)
- 3 aprile - Ernst Chladni, fisico tedesco (n. 1756)
- 3 aprile - Yosep V Hindi, vescovo cattolico siriano
- 6 aprile - Pëtr Vasil'evič Lopuchin, politico russo (n. 1753)
- 7 aprile - Platon Aleksandrovič Zubov, politico russo (n. 1767)
- 10 aprile - George Cholmondeley, I marchese di Cholmondeley, politico e nobile britannico (n. 1749)
- 10 aprile - Emilia Chopin, polacca (n. 1812)
- 12 aprile - Federica Augusta Sofia di Anhalt-Bernburg, nobile tedesca (n. 1744)
- 12 aprile - Michele Troja, medico e oculista italiano (n. 1747)
- 13 aprile - Hugh Clapperton, esploratore scozzese (n. 1788)
- 14 aprile - Giuseppe Ippolito Gerbaix de Sonnaz d'Habères, generale italiano (n. 1744)
- 17 aprile - Paul Grenier, generale francese (n. 1768)
- 18 aprile - Francesco Saverio Buonomo, vescovo cattolico italiano (n. 1748)
- 18 aprile - Pierre François Joseph Durutte, generale francese (n. 1767)
- 19 aprile - Giuseppe Maria Puppo, compositore, violinista e direttore d'orchestra italiano (n. 1749)
- 22 aprile - Marc Antoine de Granet, avvocato e politico francese (n. 1741)
- 22 aprile - Thomas Rowlandson, disegnatore inglese (n. 1756)
- 23 aprile - Geōrgios Karaiskakīs, patriota greco (n. 1782)
- 24 aprile - Pierre-Joseph Candeille, compositore e cantante lirico francese (n. 1744)
- 24 aprile - Israel Pickens, politico statunitense (n. 1780)
- 25 aprile - Carlotta di Sassonia-Meiningen, nobile (n. 1751)
- 26 aprile - Bernardo Ottani, compositore italiano (n. 1736)
- 27 aprile - Joaquín Blake, militare spagnolo (n. 1759)
- 29 aprile - Rufus King, diplomatico e politico statunitense (n. 1755)
- 29 aprile - Deborah Sampson, militare statunitense (n. 1760)
- 30 aprile - Larive, attore teatrale francese (n. 1747)

## Maggio(8)
- 2 maggio - Robert Shirley, VII conte Ferrers, nobile britannico (n. 1756)
- 5 maggio - Federico Augusto I, re (n. 1750)
- 5 maggio - Legh Richmond, religioso e scrittore inglese (n. 1772)
- 6 maggio - François-Frédéric Lemot, scultore francese (n. 1772)
- 11 maggio - Pierre Dominique Garnier, militare francese (n. 1756)
- 14 maggio - Louis Ramond de Carbonnières, politico, geologo e botanico francese (n. 1755)
- 19 maggio - Pierre-Antoine Mongin, pittore e incisore francese (n. 1761)
- 31 maggio - Pierre-Louis Prieur, politico, avvocato e rivoluzionario francese (n. 1756)

## Giugno(7)
- 8 giugno - Egid Joseph Karl von Fahnenberg, diplomatico e giudice austriaco (n. 1749)
- 9 giugno - Carlo Rosmini, scrittore e storico italiano (n. 1758)
- 17 giugno - Alexander Gordon, IV duca di Gordon, nobile e politico scozzese (n. 1743)
- 18 giugno - Giuseppe Avanzini, matematico e fisico italiano (n. 1753)
- 21 giugno - José Joaquín Fernández de Lizardi, giornalista e scrittore messicano (n. 1776)
- 26 giugno - Samuel Crompton, inventore britannico (n. 1753)
- 26 giugno - Christian August Vulpius, scrittore tedesco (n. 1762)

## Luglio(7)
- 1º luglio - Carlo Bosellini, economista e giurista italiano (n. 1764)
- 8 luglio - Robert Surcouf, corsaro francese (n. 1773)
- 14 luglio - Augustin-Jean Fresnel, ingegnere e fisico francese (n. 1788)
- 15 luglio - Carlo Alessandro di Thurn und Taxis, principe (n. 1770)
- 16 luglio - Agostino de Lestrange, religioso francese (n. 1754)
- 17 luglio - George Douglas, XVI conte di Morton, nobile scozzese (n. 1761)
- 21 luglio - Archibald Constable, editore scozzese (n. 1774)

## Agosto(16)
- 1º agosto - Pauline de Meulan, scrittrice francese (n. 1773)
- 2 agosto - James Hewitt, musicista e editore musicale britannico (n. 1770)
- 8 agosto - George Canning, politico britannico (n. 1770)
- 9 agosto - Francesco Saverio De Rogati, giurista, librettista e traduttore italiano (n. 1745)
- 9 agosto - Marc-Antoine Madeleine Désaugiers, poeta, compositore e drammaturgo francese (n. 1772)
- 10 agosto - Willem Jacob Herreyns, pittore fiammingo (n. 1743)
- 11 agosto - Innocenzo Maria Liruti, vescovo cattolico e teologo italiano (n. 1741)
- 12 agosto - William Blake, poeta, pittore e incisore britannico (n. 1757)
- 13 agosto - Jacques-André Jacquelin, drammaturgo, paroliere e poeta francese (n. 1776)
- 14 agosto - Domenico Millelire, militare italiano (n. 1761)
- 21 agosto - Johann Jacob Paul Moldenhawer, botanico tedesco (n. 1766)
- 27 agosto - Johann Casimir von Häffelin, cardinale e vescovo cattolico tedesco (n. 1737)
- 27 agosto - Giovanni Luigi Moncada, nobile e politico italiano (n. 1745)
- 27 agosto - Vincenzo Luca Pezza, militare italiano (n. 1762)
- 27 agosto - John Rous, I conte di Stradbroke, nobile e politico inglese (n. 1750)
- 28 agosto - Ferdinand von Trauttmansdorff, diplomatico e politico austriaco (n. 1749)

## Settembre(10)
- 1º settembre - Georg Heinrich Rudolf Johan von Reiswitz, militare e autore di giochi tedesco (n. 1794)
- 2 settembre - Filippo Comerio, pittore italiano (n. 1747)
- 4 settembre - Heinrich Boie, zoologo tedesco (n. 1784)
- 10 settembre - Ugo Foscolo, poeta, scrittore e drammaturgo italiano (n. 1778)
- 13 settembre - Joseph de Puisaye, generale francese (n. 1755)
- 17 settembre - Matthew Talbot, politico statunitense (n. 1767)
- 19 settembre - Morten Thrane Brünnich, zoologo e mineralogista danese (n. 1737)
- 20 settembre - David Rossi, pittore, decoratore e architetto italiano (n. 1741)
- 25 settembre - Giacomo Pes di Villamarina, politico e militare italiano (n. 1750)
- 30 settembre - Wilhelm Müller, poeta tedesco (n. 1794)

## Ottobre(7)
- 3 ottobre - Franz Michael Vierthaler, pedagogista, scrittore e pubblicista austriaco (n. 1758)
- 15 ottobre - Lorenzo Hammarsköld, scrittore svedese (n. 1785)
- 15 ottobre - Francesco Vincenzo Negri, filologo italiano (n. 1769)
- 19 ottobre - Ghazi-ud-Din Haidar, sovrano indiano (n. 1769)
- 22 ottobre - Eugenio Biroldi, organaro italiano (n. 1756)
- 26 ottobre - George Herbert, XI conte di Pembroke, nobile, politico e generale britannico (n. 1759)
- 30 ottobre - Henry Salt, diplomatico, artista e viaggiatore britannico (n. 1780)

## Novembre(14)
- 1º novembre - Louis François Cassas, scultore, architetto e pittore francese (n. 1756)
- 3 novembre - Robert Abercromby, generale inglese (n. 1740)
- 5 novembre - Gaetano Cantoni, architetto svizzero (n. 1745)
- 7 novembre - Bartolomeo Campagnoli, violinista e compositore italiano (n. 1751)
- 7 novembre - Ermanno di Hohenzollern-Hechingen, generale e nobile tedesco (n. 1777)
- 7 novembre - Maria Teresa Giuseppa d'Asburgo-Lorena, nobildonna (n. 1767)
- 11 novembre - Franz von Walsegg, nobile austriaco (n. 1763)
- 13 novembre - Francesco Calbo Crotta, politico italiano (n. 1760)
- 15 novembre - Odoardo Fischetti, pittore italiano (n. 1770)
- 16 novembre - Dovber Schneuri, rabbino, mistico e scrittore russo (n. 1773)
- 17 novembre - William Belsham, politico e storico inglese (n. 1752)
- 18 novembre - Wilhelm Hauff, scrittore tedesco (n. 1802)
- 26 novembre - José Álvarez Cubero, scultore spagnolo (n. 1768)
- 28 novembre - Johann Benjamin Erhard, medico, filosofo e scrittore tedesco (n. 1766)

## Dicembre(10)
- 3 dicembre - Servando Teresa de Mier, presbitero, scrittore e filosofo messicano (n. 1763)
- 5 dicembre - Enrico Acerbi, letterato italiano (n. 1785)
- 6 dicembre - Gabriel Barbou des Courières, generale francese (n. 1761)
- 13 dicembre - Fabrizio Ruffo, cardinale, politico e generale italiano (n. 1744)
- 15 dicembre - Pietro Sella, imprenditore italiano (n. 1784)
- 17 dicembre - Fëdor Nikolaevič Golicyn, poeta russo (n. 1751)
- 17 dicembre - Federica di Schlieben, nobile tedesca (n. 1757)
- 18 dicembre - Hans Jonatan, militare e agricoltore danese (n. 1784)
- 21 dicembre - Giuseppe Melograni, scienziato, naturalista e mineralogista italiano (n. 1750)
- 24 dicembre - Giuseppe Calandrelli, astronomo e matematico italiano (n. 1749)

## Senza giorno specificato(17)
- Louis Allier de Hauteroche, numismatico francese (n. 1766)
- Pierre-Antoine Bellangé, ebanista e disegnatore francese (n. 1757)
- Giacomo Biga, militare e ingegnere italiano (n. 1760)
- Francesco Caramora, orafo italiano (n. 1787)
- Samuel Pepys Cockerell, architetto inglese (n. 1754)
- Matteo Desiderato, pittore italiano (n. 1750)
- Salvatore Fabbrichesi, attore teatrale italiano (n. 1772)
- Pier Angelo Aloisio Fossati, ingegnere e incisore svizzero (n. 1762)
- Giovanni Greppi, commediografo, attore teatrale e librettista italiano (n. 1751)
- Vincenzo Manno, pittore italiano (n. 1750)
- Gaspare Richelmi di Bovile, generale italiano (n. 1757)
- Rafael de Sobremonte, politico spagnolo (n. 1745)
- Mathias Sommerhielm, politico norvegese (n. 1764)
- Angelo Toselli, architetto, pittore e scenografo italiano
- Turikatuku, neozelandese
- Giovanni Gherardo de Rossi, poeta e commediografo italiano (n. 1754)
- Miguel de la Sierra, militare spagnolo (n. 1763)